# Aneflomorpha volitans
Aneflomorpha volitans är en skalbaggsart som först beskrevs av Leconte 1873.  Aneflomorpha volitans ingår i släktet Aneflomorpha och familjen långhorningar. Inga underarter finns listade i Catalogue of Life.